# Vinko Galušić
Vinko Galušić (ur. 16 lipca 1954 w Tuzli) – bośniacki lekkoatleta narodowości chorwackiej specjalizujący się w chodzie sportowym, uczestnik igrzysk olimpijskich.
Brał udział w mistrzostwach Europy 1974 odbywających się w Rzymie, podczas których zajął 9. miejsce w chodzie na 20 km. W tej samej konkurencji zdobył srebrny medal na Igrzyskach Śródziemnomorskich 1975 w Algierze. Reprezentował Jugosławię podczas Letnich Igrzysk Olimpijskich 1976 w Montrealu. Chód na 20 km ukończył na 24. miejscu, z czasem 1:34:46,8. Rekord osobisty na 20 km wynoszący 1:29:35 ustanowił w 1981.
W 1974 i 1975 został nagrodzony tytułem najlepszego sportowca miasta Tuzla przez tamtejszy lokalny związek sportowy. W 2016 jego występ na igrzyskach został ukazany w filmie dokumentalnym San o krugovima, w którym wymieniany jest jako pierwszy olimpijczyk pochodzący z Tuzli.